# 约阿希姆·维尔纳
约阿希姆·维尔纳（德語：Joachim Werner，1939年7月19日—2010年7月10日），德国男子赛艇运动员。他曾代表德国联队参加1964年夏季奥林匹克运动会赛艇比赛，获得男子四人单桨有舵手金牌。